# Alžbetina ulica (Košice)
De Alžbetina ulica is de oudste weg in de binnenstad "Staré Mesto" van Košice. Het oostelijke uiteinde begint bij de Hlavná ulica, aan de voet van de Sint-Elisabethkathedraal. Het westelijke uiteinde eindigt aan de Moyzesova ulica. De straat kruist de "Vrátna ulica", de "Mäsiarska" en de "Bočná ulica".
Eén derde van deze straat is autovrij voetgangersgebied. Men treft er een standbeeld aan, van de in Kassa geboren schilder: Július Jakoby (°1903 - † 1985). Bovendien is het Vojtech Löffler Museum er gevestigd. In het pand met huisnummer 20 heeft de Oost-Slowaakse Galerij een tentoonstellingsruimte.

## Straatnaam

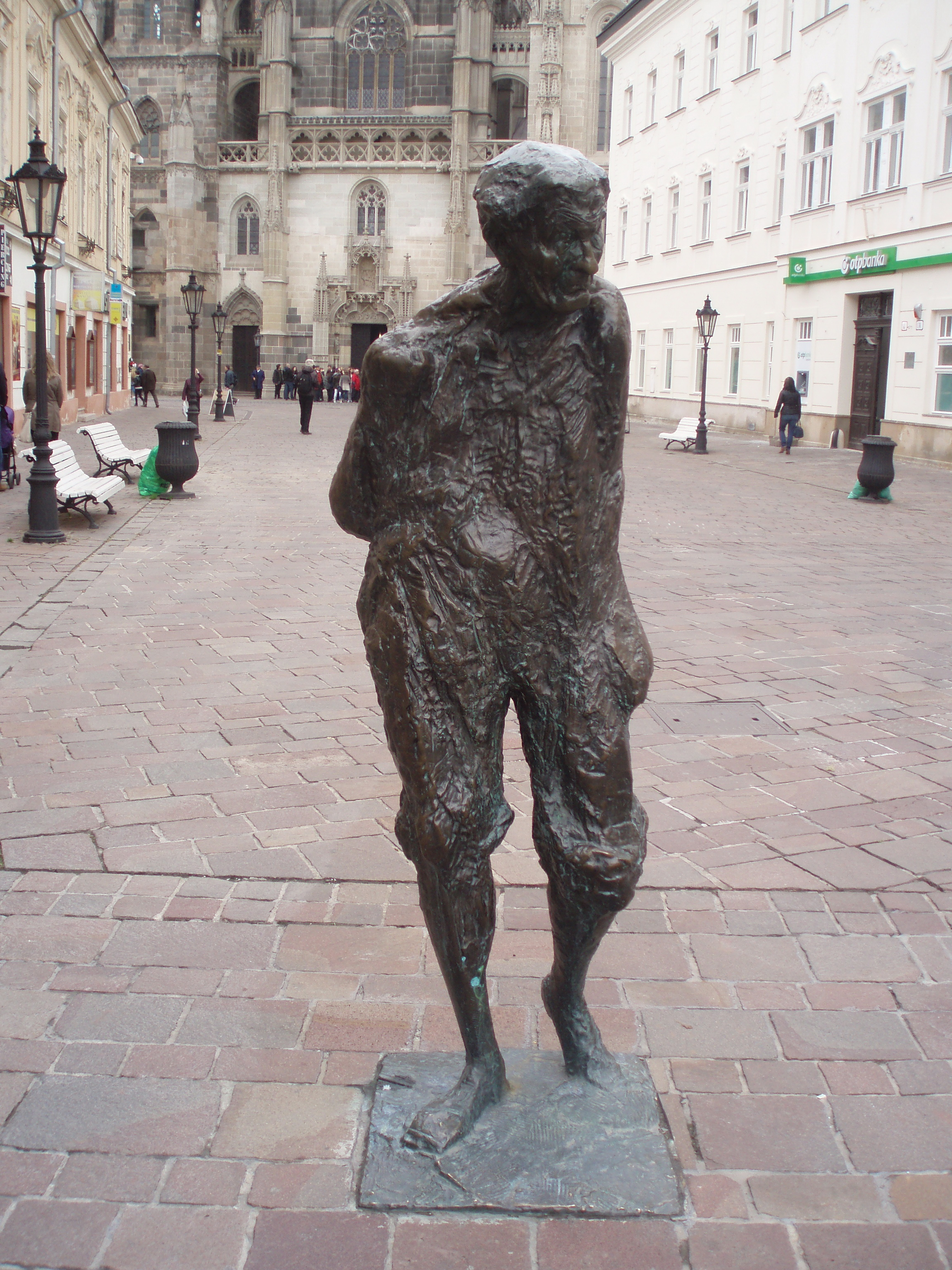
Men treft hier een standbeeld aan, van de schilder Július Jakoby.

Oude postkaarten uit 1909 tonen dat de weg al sinds mensenheugenis een drukke verkeersader in de stad is. Als gevolg van de plaatselijke bevolkingsdichtheid trof men er in het verleden veel huisvuil aan. Om die reden werd de weg in oude Latijnse documenten uit 1466 genoemd onder de naam "Platea putrida"; dit wil zeggen: "Rotte straat". Ook in een Duitstalige document uit 1840 is er sprake van "Fowgass", later "Faulgrasse", met een identieke betekenis: "Rotte straat".
De Hongaarse term "Forgács utca" met een gelijkaardige beduiding was in gebruik sedert de 18e eeuw. Andere benamingen waren: Trieskova, Stružlinová, Smetná (vertaald: "Vuilnisbak") of Odpadková ulica ("Vuilnisstraat").
In zijn geografische beschrijving van Hongarije uit 1786 noemt Ján Matej Korabinský (°1740 - † 1811) de straat als "Rosen Gasse". Dit betekent: Rozenstraat, genaamd naar een plaatselijke herberg die hier ooit gevestigd was: "U troch rúzi" (vertaald: De drie rozen).
Anno 1905 noemde men de straat: „Deák Ferenc utca“, naar de Hongaarse staatsman Antal Ferenc Deák (°1803 - † 1876). Na de oprichting van de Eerste Tsjecho-Slowaakse Republiek in 1918, werd vanaf 1919 de straat ter ere van minister Vavro Šrobár (°1867 - † 1950) hernoemd als "Šrobárova ulica".
Eind 1938 noemde het Hongaars bestuur de straat opnieuw "Deák Ferenc utca", maar reeds in juni van het volgende jaar, werd ze nogmaals hernoemd: "Szathmáry György utca". Ditmaal was een middeleeuwse politiek neutrale doch religieuze figuur de gegadigde: Juraj Szathmáry († 7 april 1524).  Deze persoon was een voormalige inwoner van Košice, die aan het einde van zijn leven aartsbisschop van Esztergom was.
Ingevolge politieke druk heette vanaf januari 1945 tot 1990 de straat opnieuw Šrobárova ulica. Volgens de notulen van de stedelijke nomenclatuurcommissie drong -in weerwil van de mening van andere commissieleden- een zekere Ondrej Halaga aan, om de naam "Rotte straat" opnieuw in gebruik te nemen. Dergelijke benaming was echter ongeschikt voor een weg die recht tegenover de Sint-Elisabethkathedraal gelegen was, en dus stuitte dit voorstel op ongenoegen van de inwoners. Niet lang daarna werd de huidige nieuwe naam "Alžbetina ulica" aangenomen, ter ere van Elisabeth van Hongarije die de patroonheilige was, zowel van de kathedraal als van de stad.

## Geschiedenis
Volgens historici is de Alžbetina ulica de oudste bewoonde straat van Košice. Waarschijnlijk was hier omstreeks het midden van de 3e eeuw de eerste nederzetting van inwijkelingen: de eigenlijke oprichters van de stad.
Aan de oostkant van de straat stond in de 11e eeuw de romaanse "Aartsengel Michaël-kerk" op de plaats waar thans de Sint-Elisabethkathedraal is.
In het westen eindigde de weg destijds nabij de zogenaamde "Rotte poort" van de voormalige vestingswerken. De straatlengte was in die tijd 270 meter. In 1783 werd een nieuw poortgebouw "Sint-Jozefspoort" opgetrokken, dat later, in 1827 afgebroken werd. Na de sloop kwam ruimte vrij voor verlenging tot 352 meter.
Ter gelegenheid van de volkstelling in 1850 -nog vóór de Ausgleich- beweerden bijna alle huiseigenaren dat ze Hongaar waren, alhoewel zijzelf of hun voorouders uit Duitse regio's in Košice waren geïmmigreerd. Slechts twee personen verklaarden Slowaak te zijn. Dit laat vermoeden dat reeds in het midden van de 19e eeuw de Hongaarse overheden Magyarisatie in de hand werkten. De brede en drukke Alžbetina ulica met veel winkels en herenhuizen was toen -na de Hlavná ulica- de belangrijkste straat van de stad.

## Afbeeldingen

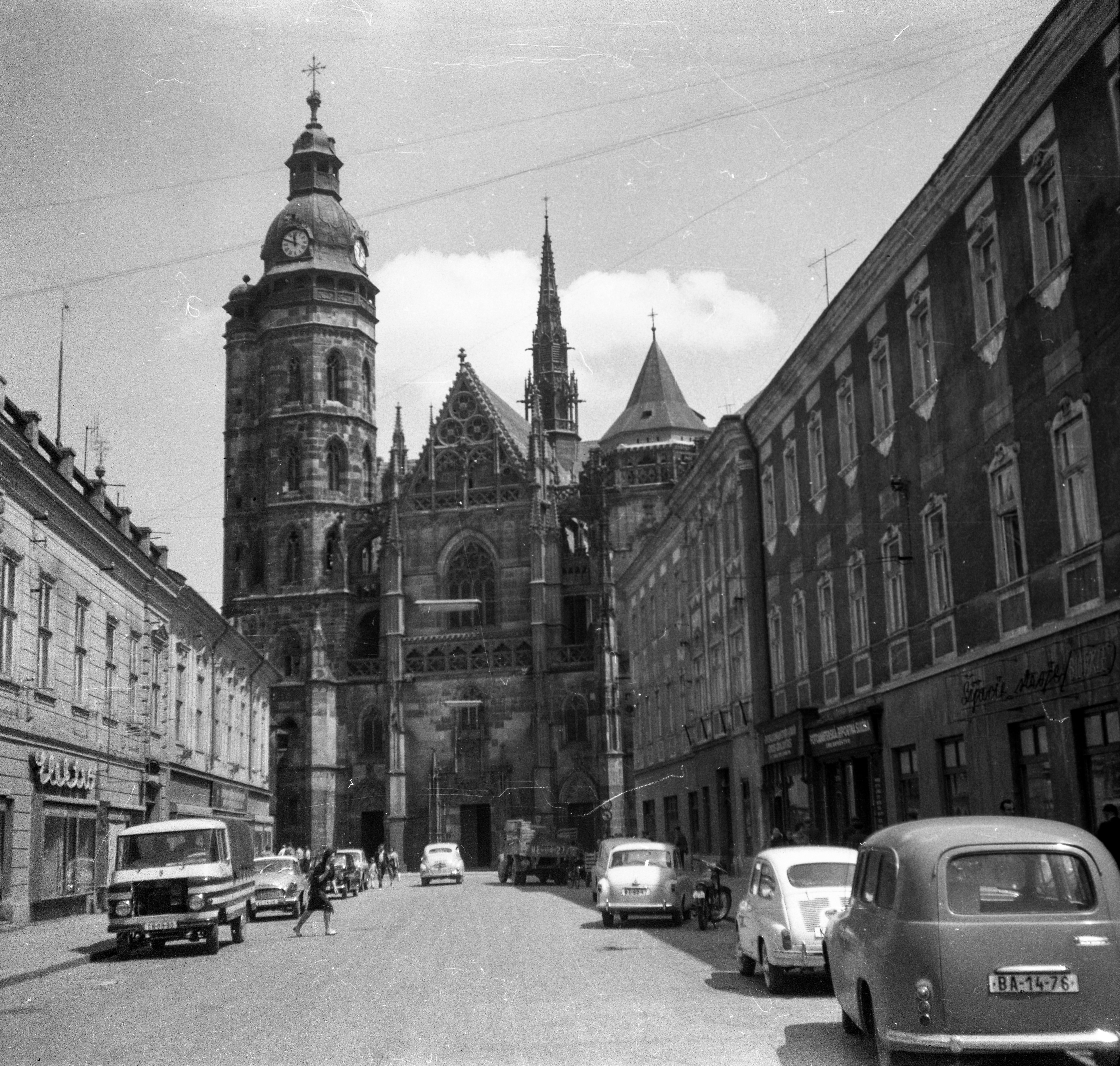
Anno 1963 was de Alžbetina ulica nog niet autovrij.
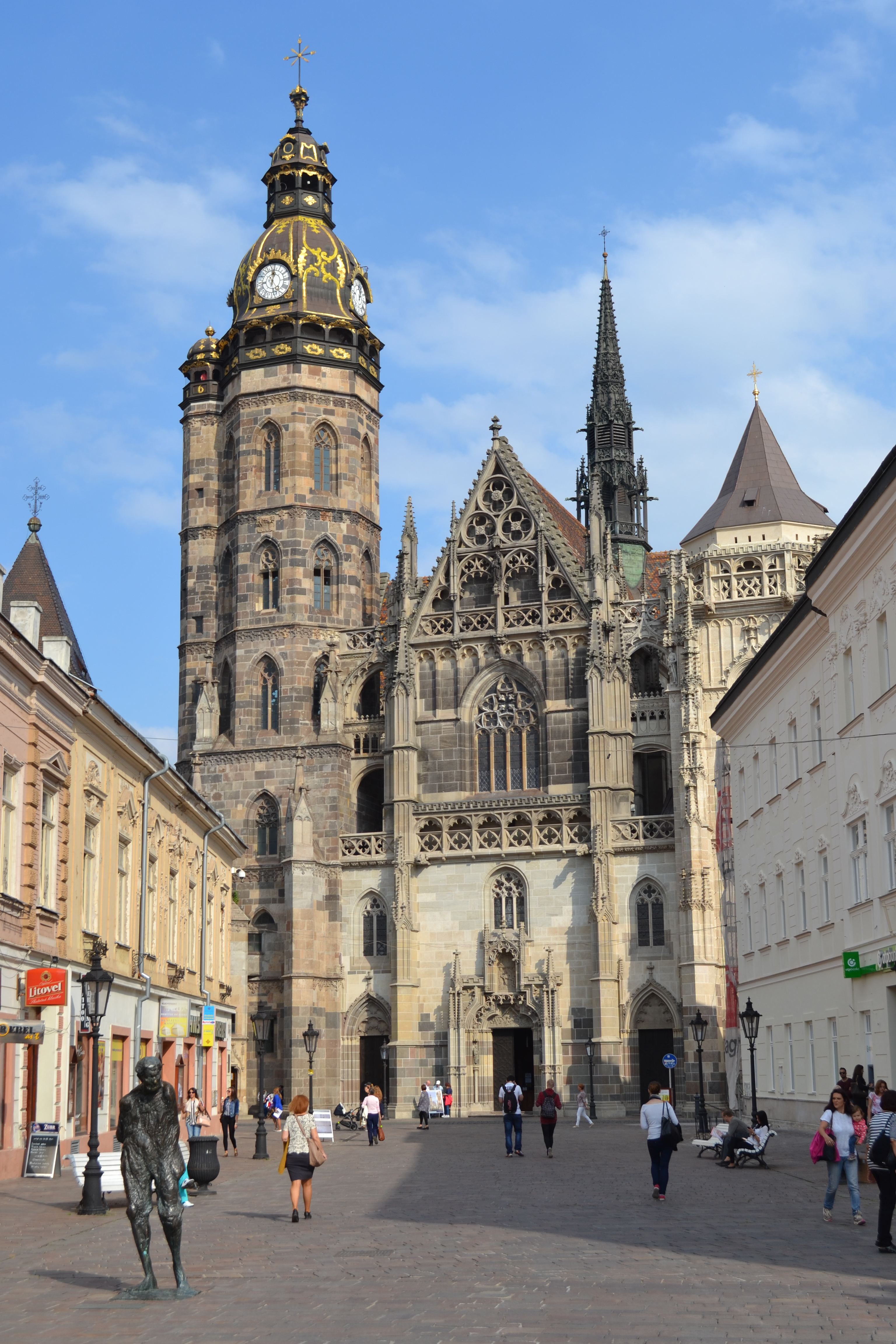
De straat -thans gedeeltelijk autovrij- begint aan de voet van de kathedraal.
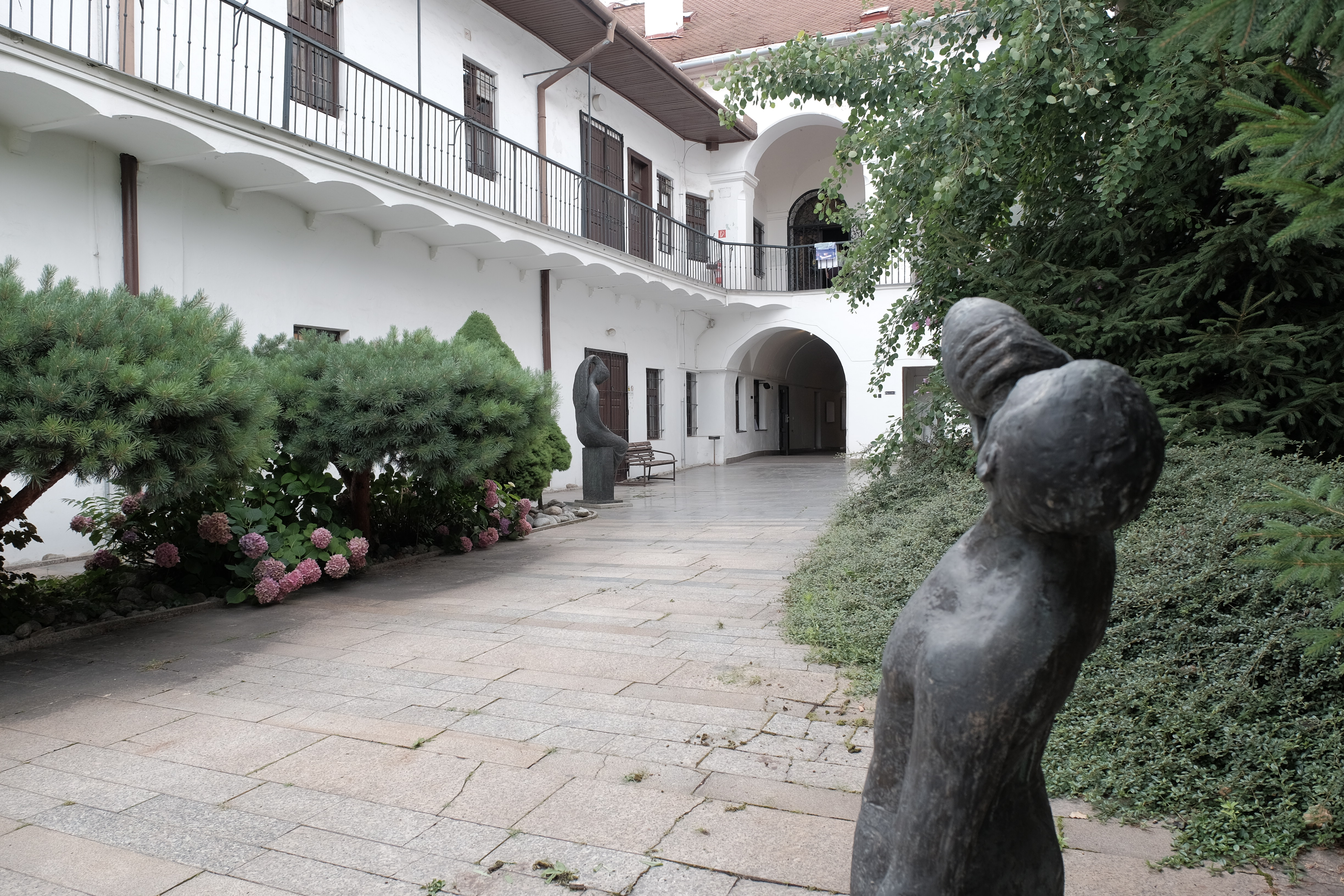
De Oost-Slowaakse Galerij is hier gevestigd.
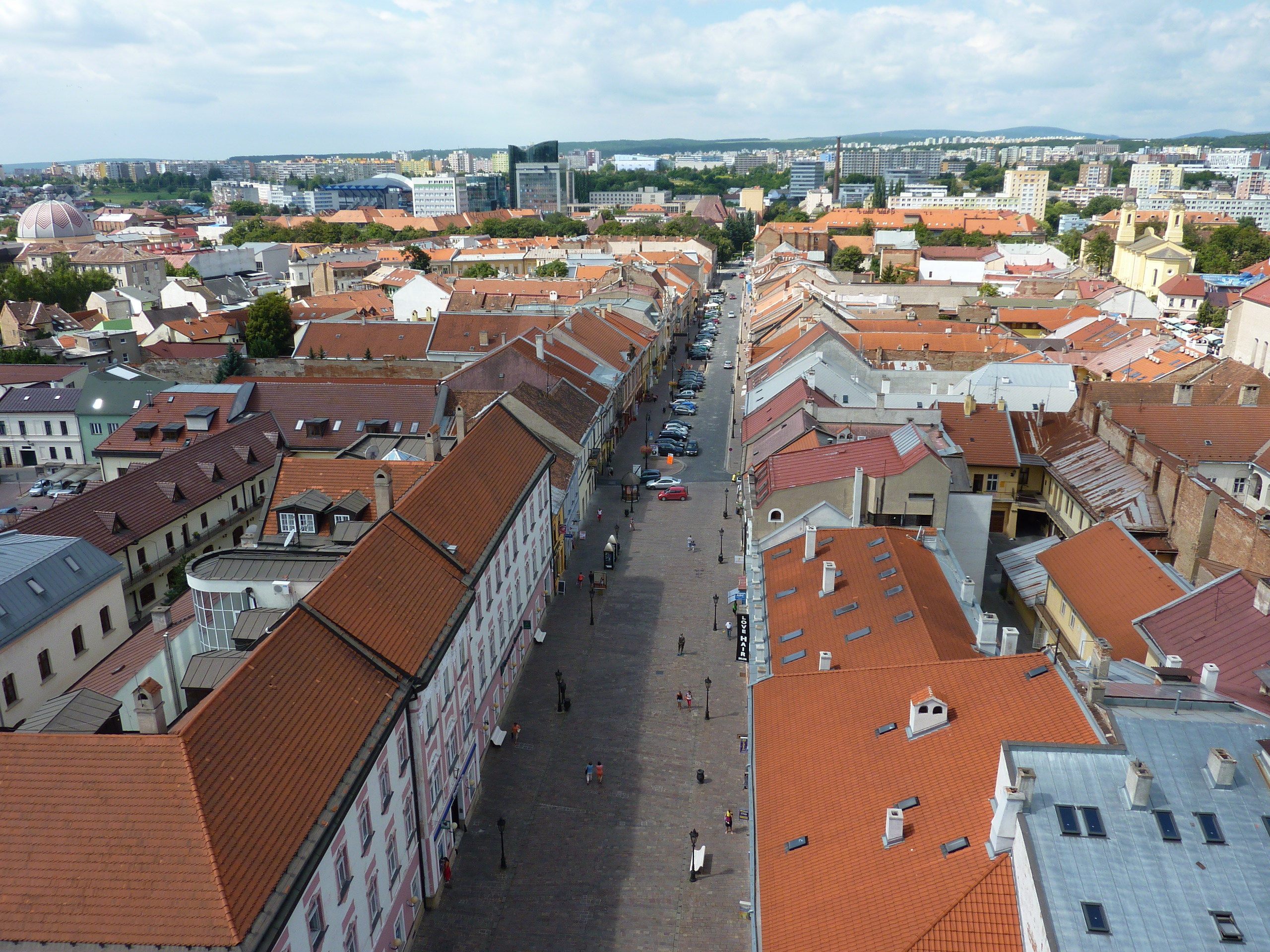
Zicht op de straat vanaf de kathedraaltoren.